# Diisocianato de isoforona
El diisocianato de isoforona, o comúnmente abreviado como IPDI (del inglés Isophorone diisocyanate) es un diisocianato alifático (diisocianato por tener dos grupos isocianato, -NCO, y alifático por no tener insaturaciones). Junto con el diisocianato de hexametileno (HDI) son los principales diisocianatos alifáticos. Ellos dos, sin embargo, no suponen ni el 4% del mercado mundial de diisocianatos, el cual es liderado por el diisocianato de difenilmetano (MDI) y el diisocianato de tolueno (TDI) a fecha del año 2000.

Los diisocianatos alifáticos como el IPDI y el HDI poseen sin embargo la ventaja de que sus respectivos poliuretanos no son degradados tan fácilmente por la luz solar (rayos ultravioleta) al no poseer instauraciones en sus estructuras, en comparación con el MDI o el TDI. Es por ello que tanto el IPDI como el HDI se emplean en formulaciones de recubrimientos sobre la base de poliuretano, como barnices o pinturas.

## Síntesis
El diisocianato de isoforona se sintetiza a partir de la acetona en un proceso de cinco etapas:.
- Condensación: La acetona se convierte en isoforona mediante un proceso catalítico.

- Hidrocinación: Se hace reaccionar la isoforona con ácido cianhídrico para formar nitrilo de isoforona.

- Aminación reductiva: reacción del nitrilo de isoforona con amoniaco, hidrógeno y catalizadores para dar una mezcla de  confórmeros cis/trans (≈25/75) de diamina de isoforona.

- Fosgenación: Se hace reaccionar la diamina de isoforona con fosgeno para dar una mazcla de confórmeros cis/trans (≈25/75) de diisocianato de isoforona.

- Purificación: La mezcla de confórmeros tras la fosgenación, se destila para la obtención de distintos grados de IPDI.

Actualmente se realizan esfuerzos para tratar de sustituir el proceso de fosgenación , en la síntesis de isocianatos, debido a la alta toxicidad del fosgeno.

## Química
Existen dos estereoisómeros del IPDI, cis y trans. Normalmente se suministra como mezcla de los isómeros en distintas proporciones, según el proceso de fabricación. La reactividad de los estereoisómeros es netamente igual. Sin embargo entre los isocianatos, el isocianato unido al metilo es más reactivo que el unido al ciclo.,

La química general del IPDI es común al resto de isocianatos y diisocianatos, pero su cinética de reacción es generalmente menor. Así la velocidad de polimerización de los poliuretanos en función del diisocianato sigue el siguiente orden: MDI>HDI>IPDI. Es por ello que en la síntesis de PU sobre la base de IPDI séa común el empleo de catalizadores. Los poliuretanos basados en IPDI son más amorfos que los basados en HDI.

## Recursos
- Isophorone diisocyanate (enlace roto disponible en Internet Archive; véase el historial, la primera versión y la última).. Hoja de seguridad de Merk.

- Datos: Q415415
- Multimedia: Isophorone diisocyanate / Q415415